# Andouillé

Andouillé este o comună în departamentul Mayenne, Franța. În 2009 avea o populație de 2,300 de locuitori.